# 梁金成
梁金成（英語：Ronald Leung Kam-shing），網名金金大師，暱稱金金、梁金金，香港本土派政治人物，前新民主同盟社區主任。曾經舉辦反赤化反殖民大遊行、光復上水行動和參與遊覽完上水去屯門等抗議活動。

## 簡歷
梁金成參選2015年香港區議會選舉北區彩園選區，得1975票，敗給競逐連任的民建聯成員蘇西智。
2016年8月，正義行動梁金成與陳國強、邱文勁推出立法會新界東選舉競選網站宣傳參選理念。但選舉管理委員會褫奪陳國強的參選資格，只確認梁金成、邱文勁參選，所以該參選名單只有梁金成、邱文勁。最終，該名單取得305票，得票率為0.05%，是該屆選舉中全港得票最低的地區直選侯選人。

## 遇襲事件
2019年8月18日，當天港島區進行反修例集會及遊行，梁金成晚上約11時在沙田城門河畔被幾名男子圍毆，有人向他撒白色粉末，他全身出現20多條傷痕，傷勢懷疑由藤條鞭打所致。他聽到施襲者說「唔好再搞事（不要再搞事）」，估計遇襲與早前組織光復上水行動相關。